# Amerikaanse gouverneursverkiezingen 2018

Amerikaanse gouverneursverkiezingen 2018:
Behoud Democraat
Overname Democraat
Behoud Republikein
Overname Republikein
Geen verkiezing

De Amerikaanse gouverneursverkiezingen 2018 werden gehouden op dinsdag 6 november 2018 in de Verenigde Staten. Hierbij kozen 36 Amerikaanse staten en drie eilandgebieden een nieuwe gouverneur.
Deze verkiezingen werden tegelijk gehouden met de Amerikaanse congresverkiezingen voor de Amerikaanse Senaat en het Huis van Afgevaardigden. Ook vonden in sommige staten lokale verkiezingen plaats.

## Achtergrond
- In 16 van de 36 staten waar de verkiezingen plaatsvonden, was de zittende gouverneur herkiesbaar. Dertien van hen werden herkozen.
- In eveneens 16 staten was de zittende gouverneur niet herkiesbaar. In drie van deze gevallen mocht de gouverneur zich wel herkiesbaar stellen, maar werd vrijwillig besloten om dit niet te doen en terug te treden. Het ging hier om Dan Malloy (Connecticut), Butch Otter (Idaho) en Mark Dayton (Minnesota). In de 13 overige staten was de wettelijke ambtstermijn van de gouverneur verstreken.
- Sinds de vorige verkiezingen in 2014 kregen vier staten tussentijds een nieuwe gouverneur, nadat de verkozen gouverneur voortijdig opstapte. In al deze gevallen werd het gouverneurschap overgedragen aan de luitenant-gouverneur van de betreffende staat. Zij stelden zich verkiesbaar voor een volledige eigen termijn. Kay Ivey (Alabama), Kim Reynolds (Iowa) en Henry McMaster (South Carolina) werden verkozen, terwijl Jeff Colyer (Kansas) verslagen werd in de voorverkiezingen.
- Op de Amerikaanse Maagdeneilanden was gouverneur Kenneth Mapp herkiesbaar voor een tweede termijn. Eddie Calvo, gouverneur van Guam, was na twee ambtstermijnen niet herkiesbaar. Ralph Torres werd in december 2015 tussentijds gouverneur van de Noordelijke Marianen nadat de zittende gouverneur Eloy Inos kwam te overlijden. Hij werd verkozen voor een volledige eigen termijn.

## Uitslagen

### Staten
| Staat          | Zittende gouverneur | Partij        | Status                                                 | Uitslag belangrijkste kandidaten                                         |
| -------------- | ------------------- | ------------- | ------------------------------------------------------ | ------------------------------------------------------------------------ |
| Alabama        | Kay Ivey            | Republikein   | verkozen voor volledige termijn                        | Kay Ivey (R) - 59,6% Walt Maddox (D) - 40,4%                             |
| Alaska         | Bill Walker         | Onafhankelijk | verslagen, Republikeinse overwinning                   | Mike Dunleavy (R) - 52,0% Mark Begich (D) - 44,1% Bill Walker (O) - 2,0% |
| Arizona        | Doug Ducey          | Republikein   | herkozen                                               | Doug Ducey (R) - 56,0% David Garcia (D) - 41,8%                          |
| Arkansas       | Asa Hutchinson      | Republikein   | herkozen                                               | Asa Hutchinson (R) - 65,4% Jared Henderson (D) - 31,7%                   |
| Californië     | Jerry Brown         | Democraat     | niet herkiesbaar, Democratische overwinning            | Gavin Newsom (D) - 59,4% John H. Cox (R) - 40,6%                         |
| Colorado       | John Hickenlooper   | Democraat     | niet herkiesbaar, Democratische overwinning            | Jared Polis (D) - 52,3% Walker Stapleton (R) - 44,1%                     |
| Connecticut    | Dan Malloy          | Democraat     | teruggetreden, Democratische overwinning               | Ned Lamont (D) - 49,2% Bob Stefanowski (R) - 46,4%                       |
| Florida        | Rick Scott          | Republikein   | niet herkiesbaar, Republikeinse overwinning            | Ron DeSantis (R) - 49,6% Andrew Gillum (D) - 49,2%                       |
| Georgia        | Nathan Deal         | Republikein   | niet herkiesbaar, Republikeinse overwinning            | Brian Kemp (R) - 50,2% Stacey Abrams (D) - 48,8%                         |
| Hawaii         | David Ige           | Democraat     | herkozen                                               | David Ige (D) - 62,7% Andria Tupola (R) - 33,7%                          |
| Idaho          | Butch Otter         | Republikein   | teruggetreden, Republikeinse overwinning               | Brad Little (R) - 60,0% Paulette Jordan (D) - 37,9%                      |
| Illinois       | Bruce Rauner        | Republikein   | verslagen, Democratische overwinning                   | J. B. Pritzker (D) - 54,2% Bruce Rauner (R) - 39,2%                      |
| Iowa           | Kim Reynolds        | Republikein   | verkozen voor volledige termijn                        | Kim Reynolds (R) - 50,4% Fred Hubbell (D) - 47,4%                        |
| Kansas         | Jeff Colyer         | Republikein   | verslagen in voorverkiezing, Democratische overwinning | Laura Kelly (D) - 47,8% Kris Kobach (R) - 43,3%                          |
| Maine          | Paul LePage         | Republikein   | niet herkiesbaar, Democratische overwinning            | Janet Mills (D) - 51,1% Shawn Moody (R) - 43,0%                          |
| Maryland       | Larry Hogan         | Republikein   | herkozen                                               | Larry Hogan (R) - 55,8% Ben Jealous (D) - 43,1%                          |
| Massachusetts  | Charlie Baker       | Republikein   | herkozen                                               | Charlie Baker (R) - 66,9% Jay Gonzalez (D) - 33,1%                       |
| Michigan       | Rick Snyder         | Republikein   | niet herkiesbaar, Democratische overwinning            | Gretchen Whitmer (D) - 53,3% Bill Schuette (R) - 43,8%                   |
| Minnesota      | Mark Dayton         | DFL           | teruggetreden, Democratische overwinning               | Tim Walz (DFL) - 53,8% Jeff Johnson (R) - 42,4%                          |
| Nebraska       | Pete Ricketts       | Republikein   | herkozen                                               | Pete Ricketts (R) - 59,2% Bob Krist (D) - 40,8%                          |
| Nevada         | Brian Sandoval      | Republikein   | niet herkiesbaar, Democratische overwinning            | Steve Sisolak (D) - 49,4% Adam Laxalt (R) - 45,3%                        |
| New Hampshire  | Chris Sununu        | Republikein   | herkozen                                               | Chris Sununu (R) - 52,8% Molly Kelly (D) - 45,8%                         |
| New Mexico     | Susana Martinez     | Republikein   | niet herkiesbaar, Democratische overwinning            | Michelle Lujan Grisham (D) - 57,1% Steve Pearce (R) - 42,9%              |
| New York       | Andrew Cuomo        | Democraat     | herkozen                                               | Andrew Cuomo (D) - 57,9% Marcus Molinaro (R) - 36,1%                     |
| Ohio           | John Kasich         | Republikein   | niet herkiesbaar, Republikeinse overwinning            | Mike DeWine (R) - 50,7% Richard Cordray (D) - 46,4%                      |
| Oklahoma       | Mary Fallin         | Republikein   | niet herkiesbaar, Republikeinse overwinning            | Kevin Stitt (R) - 54,3% Drew Edmondson (D) - 42,2%                       |
| Oregon         | Kate Brown          | Democraat     | herkozen                                               | Kate Brown (D) - 49,4% Knute Buehler (R) - 44,5%                         |
| Pennsylvania   | Tom Wolf            | Democraat     | herkozen                                               | Tom Wolf (D) - 57,6% Scott Wagner (R) - 40,9%                            |
| Rhode Island   | Gina Raimondo       | Democraat     | herkozen                                               | Gina Raimondo (D) - 52,8% Allan Fung (R) - 37,3% Joe Trillo (O) - 4,4%   |
| South Carolina | Henry McMaster      | Republikein   | verkozen voor volledige termijn                        | Henry McMaster (R) - 54,0% James E. Smith Jr. (D) - 46,0%                |
| South Dakota   | Dennis Daugaard     | Republikein   | niet herkiesbaar, Republikeinse overwinning            | Kristi Noem (R) - 51,0% Billie Sutton (D) - 47,6%                        |
| Tennessee      | Bill Haslam         | Republikein   | niet herkiesbaar, Republikeinse overwinning            | Bill Lee (R) - 59,6% Karl Dean (D) - 38,5%                               |
| Texas          | Greg Abbott         | Republikein   | herkozen                                               | Greg Abbott (R) - 55,4% Lupe Valdez (D) - 41,8%                          |
| Vermont        | Phil Scott          | Republikein   | herkozen                                               | Phil Scott (R) - 55,2% Christine Hallquist (D) - 40,2%                   |
| Wisconsin      | Scott Walker        | Republikein   | verslagen, Democratische overwinning                   | Tony Evers (D) - 49,6% Scott Walker (R) - 48,4%                          |
| Wyoming        | Matt Mead           | Republikein   | niet herkiesbaar, Republikeinse overwinning            | Mark Gordon (R) - 67,4% Mary Throne (D) - 27,7%                          |

### Territoria
| Territorium                 | Zittende gouverneur | Partij        | Status                                      | Uitslag belangrijkste kandidaten                                              |
| --------------------------- | ------------------- | ------------- | ------------------------------------------- | ----------------------------------------------------------------------------- |
| Amerikaanse Maagdeneilanden | Kenneth Mapp        | Onafhankelijk | verslagen, Democratische overwinning        | Albert Bryan (D) - 54,5% Kenneth Mapp (O) - 45,1%                             |
| Guam                        | Eddie Calvo         | Republikein   | niet herkiesbaar, Democratische overwinning | Lou Leon Guerrero (D) - 50,7% Ray Tenorio (R) - 26,4% Frank Aguon (D) - 22,9% |
| Noordelijke Marianen        | Ralph Torres        | Republikein   | verkozen voor volledige termijn             | Ralph Torres (R) - 62,1% Juan Babauta (O) - 37,8%                             |